# A Sailor Moon R epizódjainak listája
Ez a szócikk a Sailor Moon című anime (nálunk "Varázslatos álmok") második évadának epizódismertetőit tartalmazza. A sorozat a TV Asahi és a Toei Animation együttműködésének köszönhetően készülhetett el, 1993–1994-ben. Magyarországon 1998-ban került bemutatásra, az AB International Distribution által végzett szinkronizálás után az RTL Klubon.
Az évad elnevezésében az "R" nem jelent tulajdonképpen semmit, de általánosan elfogadott, hogy a "Return" vagy a "Romance" rövidítése lehet. A történet a mangát követve a "Black Moon" (Fekete Hold)-sztoriszálat követi, de mivel a kettő egyszerre készült, és nem voltak meg az alapok, az anime egy 13 részes bevezetővel indul, ami elég időt biztosított arra, hogy a manga is elkészüljön. Az úgynevezett "Makaidzsu"-történetben a holdharcosok visszanyerik az előző évad végén elveszített memóriájukat, és újra aktiválni kell erejüket, mert két titokzatos idegen érkezik a Földre, hogy energiát szerezzen fájuk számára. A folytatásban pedig egy különös kislány, Csibiusza érkezik a Földre, akit új ellenségek, a Fekete Hold harcosai, Gyémánt herceg vezetésével próbálnak elkapni, de valódi indítékaik még nem egészen tisztázottak.

## Epizódismertető
Az egyszerűség kedvéért az eredeti japán, az abból lefordított, és az RTL Klub által adott magyar epizódcímek szerepelnek az ismertetőben. A szereplők nevei azonban az eredeti japán változatnak megfelelőek.
| 47 | "Mūn fukkatsu! Nazo no eirian shutsugen" (ムーン復活!謎のエイリアン出現) Feltámadt a Hold! A rejtélyes idegenek megjelennek Semmi sem megy                                     | 1993. március 6.     |
| Uszagi és a barátnői boldogan élnek a Földön, miután elveszítették memóriájukat és sejtelmük sincs korábbi harcaikról. Azonban hamarosan egy hatalmas fa társaságában két idegen lény: Eiru és An érkeznek a Földre. Miután fájuknak erőszakkal akarnak energiát szerezni, hogy életben tartsák, Lunának nincs más választása, vissza kell adnia Sailor Moon-nak a memóriáját, hogy megmentse az ártatlan emberek életét. | |                      |
| 48 | "Ai to seigi yue! Sērā Senshi futatabi" (愛と正義ゆえ!セーラー戦士再び) A szerelemért és az igazságért! Újra holdharcosok A viszontlátás                                       | 1993. március 13.    |
| A holdharcoslányok egymástól függetlenül elmennek egy mozifilm meghallgatására. An azonban itt lép akcióba, Sailor Moon pedig a harc során nehéz helyzetbe keveredik, s ezért Luna visszaadja a lányoknak is az emlékeiket. | |                      |
| 49 | "Shiroi bara wa dare ni? Tsukikage no Naito tōjō" (白いバラは誰に?月影の騎士登場) Kié a fehér rózsa? A Holdfénylovag megjelenik A Holdfénylovag                                | 1993. március 20.    |
| Makoto gyermekkori barátját megtámadja egy szörnyeteg, s ezért a védelmére kel. Időközben kiderül, hogy Mamoru még mindig nem nyerte vissza az emlékezetét, ám egy rá igencsak hasonlító harcos, a Holdfénylovag mégis segít a lányoknak, ha bajba kerülnének. | |                      |
| 50 | "Usagi no kiki! Tiara sadō sezu" (うさぎの危機!ティアラ作動せず) Uszagi bajban, a tiara nem működik Vigyázzatok a videojátékokkal!                                             | 1993. április 10.    |
| Uszagi a családjával egy játékterembe megy, ahol egy újabb szörny támad rájuk. A harc kellős közepén Sailor Moon energiái úgy tűnik, hogy kevésnek bizonyulnak, de a Holdfénylovag és a lányok a legjobb időpontban érkeznek. Mivel azonban Mamoru és a Holdfénylovag egy időben vannak egy helyen, mindenki elbizonytalanodik, hogy mégis ki lehet ő. | |                      |
| 51 | "Atarashiki henshin! Usagi pawā appu" (新しき変身!うさぎパワーアップ) Új átváltozás. Uszagi új ereje Varázslatos hatalom                                                       | 1993. április 17.    |
| Cseresznyevirágzás idején Uszagi osztálya piknikezni megy, de egy új szörny lép támadásba. Sailor Moon képtelen felvenni vele a harcot, de váratlanul felbukkan a Hold királynője, aki brossát egyesíti az Ezüstkristállyal, s egy új varázspálcát is ad neki. | |                      |
| 52 | "Nerawareta enji! Vīnasu daikatsuyaku" (狙われた園児!ヴィーナス大活躍) Óvodás gyerekek a célpontok. Venus nagyszerű teljesítménye Az új generáció                              | 1993. április 24.    |
| Minako megismerkedik egy óvodással, aki bálványozza Sailor Moont. Eiru és An legújabb célpontjai azonban éppen a fiatalok lesznek. Minako, Mint Sailor Venus, megpróbálja megvédeni a gyerekeket. | |                      |
| 53 | "Mamoru to Usagi no bebīshittā sōdō" (衛とうさぎのベビーシッター騒動) Mamoru és Uszagi bébiszitterkedik Bébi a háznál                                                          | 1993. május 1.       |
| Egy szörny megtámad egy gyermekotthont, energiaszerzési céllal. Egy kisbabának nem esik semmi baja, az édesanyja viszont pár napig kórházban kell, hogy maradjon, s addig Mamoru vállalja, hogy gondját viseli. Uszagi azonban mindenképpen szeretne segíteni neki. | |                      |
| 54 | "Bunkasai wa watashi no tame?! Rei joō nesshō" (文化祭は私のため?!レイ女王熱唱) Kultúrünnepség nekem? Rei királynő szenvedélyes dalai Iskolai ünnepség                         | 1993. május 8.       |
| Rei ír egy dalt az iskolai ünnepségre, s azt tervezi, hogy nagy közönség előtt adja elő, s híres lehet. Eiru és An, bár eredetileg energiaszerzés céljából mentek el a rendezvényre, végül részt vesznek több dologban is. | |                      |
| 55 | "Tsukikage wa Seijūrō? Moeru Mako-chan" (月影は星十郎?もえるまこちゃん) Széjuró a Holdfénylovag? Makoto szerelembe esik Marcynak megszakad a szíve                             | 1993. május 22.      |
| Makoto szerelmes lesz Eiru civil megfelelőjébe, Széjuróba, s ezért megpróbál neki egy finom ebéddel kedveskedni. Nem számolt azonban a féltékeny Annal. Mindenesetre Eiru sok dolgot megért az emberek világából, amit eddig nem is sejtett. | |                      |
| 56 | "Mamoru no kisu ubae! An no Shirayuki-hime sakusen" (衛のキス奪え!アンの白雪姫作戦) Csókot lopni Mamorutól! An Hófehérke-stratégiája Színházi előadás                          | 1993. május 29.      |
| Mamoru barátai a Hófehérke történetét szeretnék színpadra állítani, s a lányok önkéntes szereplőknek jelentkeznek. An szeretne Hófehérke lenni, hogy a herceg szerepét játszó Mamoru megcsókolhassa, Eiru azonban féltékenyen közbeavatkozik. | |                      |
| 57 | "Hōkago ni goyōjin! Nerawareta Usagi" (放課後にご用心!狙われたうさぎ) Vigyázzatok iskola után! Uszagi a célpont. A csökönyös szörnyeteg                                        | 1993. június 5.      |
| Uszagi és An mindketten büntetésbe kerülnek, miután rosszul viselkedtek órán. Egész délután és este is ott ülnek az osztályteremben, mert tanárnőjük megfeledkezett róluk. A túlélés érdekében An el akarja szívni Uszagi energiáit, miközben Eiru a holdharcosokkal küzd meg ugyanezért, amihez egy rendkívül makacs lényt használ. | |                      |
| 58 | "Surechigau ai no kokoro! Ikari no Makaiju" (すれちがう愛の心!怒りの魔界樹) Egyet nem értés a szerelmesek szívében. A dühös Makaidzsu Új vonzalom                              | 1993. június 12.     |
| A fa nem akarja elfogadni a gonosz úton szerzett energiát, emiatt Eiru és An egyre többet betegeskedik. Mivel iskolába se járnak, Uszagi meglátogatja őket. Beszélgetésük nyomán a két idegen olyan érzéseket éreznek, mint addig soha. Miután Uszagi ruháján keresztül a Makaidzsu fa egyik darabja kijutott a lányokhoz, azok elhatározzák, hogy utánajárnak a dolgoknak. A kíváncsiskodásnak azonban rossz vége lesz: An betaszítja Uszagit a fa birodalmába, ahová hamarosan a többiek is követik. | |                      |
| 59 | "Mezameru shinjitsu no ai! Makaiju no himitsu" (めざめる真実の愛!魔界樹の秘密) Igaz szerelem ébred! A Makaidzsu titka A fa titka                                               | 1993. június 19.     |
| A Makaidzsu fa felfedi mindenki előtt élettörténetét. Sailor Moon szerelmének erejével megtisztítja a fát a gonoszságtól. A Holdfénylovag, mint Mamoru testétől elszakadt víziója, végre újra egyesül vele, s ettől a fiú visszanyeri emlékeit. Eiru és An belátják, hogy a fát szerelmük erejével, nem pedig gonoszsággal kell táplálniuk, s a fából maradt új palántát magukkal viszik, s elhagyják a Földet. | |                      |
| 60 | "Tenshi? Akuma? Sora kara kita nazo no shōjo" (天使?悪魔?空からきた謎の少女) Angyal? Ördög? Rejtélyes kislány az égből Égből pottyant gyermek                                  | 1993. június 26.     |
| Mamoru és Uszagi nem sokáig élvezhetik egymás társaságát meghitten: az égből váratlanul a fejükre esik egy rózsaszín hajú kislány, aki az Ezüstkristályt követeli tőlük. A kislányt megdöbbentő módon Uszaginak hívják, ezért ráakasztják a Csibiusza becenevet. Ami még meglepőbb: Uszagi családját hipnotizálta a kislány, s így ők azt hiszik, hogy ő is a családhoz tartozik. Hamarosan pedig furcsa új ellenség érkezik: a Fekete Hold, akiknek feltett szándékuk megölni Csibiuszát. | |                      |
| 61 | "Usagi daishokku! Mamoru no zekkō sengen" (うさぎ大ショック!衛の絶交宣言) Uszagi hatalmas megrázkódtatása: Mamoru szakít vele A szakítás                                       | 1993. július 3.      |
| Mamoru furcsa rémálmokat lát, amikben egy titokzatos hang megparancsolja neki, hogy szakítson Uszagival, mert ha nem így lesz, akkor mindkettejük élete veszélyben forog. Így is tesz, bár a lánynak nem árulja el, miért. Felbukkannak a Fekete Hold harcosai, az Ajakasi Nővérek is, akik a jövőből érkeztek, hogy már a múltban megkaparintsák maguknak a jövendőbeli kristályváros fontos pontjait, s ezzel győzelmük teljes legyen. Mamoru, mint az Álarcos Férfi, segít Sailor Moon-nak, de ennél többet nem hajlandó tenni érte.                                                                            | |                      |
| 62 | "Senshi no yūjō! Sayonara Ami-chan" (戦士の友情!さよなら亜美ちゃん) A holdharcosok barátsága. Viszlát, Ami! Örök barátnők                                                      | 1993. július 10.     |
| Ami ösztöndíjat kap Németországba. Mégsem utazik el, amikor rájön, hogy társai veszélyben vannak. A többi holdharcos is új támadásokat és új eszközöket kap. Csibiusza tovább kutat az Ezüstkristály után, és úgy gondolja, hátha Ami a birtokosa. | |                      |
| 63 | "Onna wa tsuyoku utsukushiku! Rei no shin hissatsu waza" (女は強く美しく!レイの新必殺技) A nőknek szépnek és erősnek kell lenniük. Rei új gyilkos támadása Az új harci sport   | 1993. július 24.     |
| Rei nagyapja a fejébe veszi, hogy minél több lányt csábít a szentélybe egy új tornatanfolyammal. Az egyik Ajakasi nővér, Koan azonban épp ezt a pontot készül elfoglalni. Csibiusza is beiratkozik, mert erős szeretne lenni, hogy elverhesse Uszagit. | |                      |
| 64 | "Ginzuishou motomete! Chibiusa no himitsu" (銀水晶を求めて!ちびうさの秘密) Az Ezüstkristály keresése. Csibiusza titka Kamilla titka                                            | 1993. július 31.     |
| Csibiusza nagyon egyedül érzi magát a huszadik században és rettenetesen fél, amikor kitör egy vihar. Kétségbeesetten keresi az Ezüstkristályt, ám a Fekete Hold egyik szörnye rátámad. S ekkor váratlanul fény derül arra, hogy különleges képességekkel rendelkezik. | |                      |
| 65 | "Koi no ronsō! Minako to Makoto ga tairitsu" (恋の論争!美奈子とまことが対立) Beszéljünk a szerelemről! Makoto és Minako haragszanak egymásra Különleges drágakövek             | 1993. augusztus 14.  |
| Makoto és Minako összevesznek egy semmiségen, ami azonban majdnem a barátságukba kerül. Miután azonban Calaveras és Petz, két Ajakasi nővér egy ékszerüzletben lépnek támadásba, ők is kénytelenek összefogni. | |                      |
| 66 | "Usagi no oyagokoro!? Karē na sankaku kankei" (うさぎの親心?カレーな三角関係) Uszagi szülői szeretete? Egy curry-szerelmi háromszög A házibuli                                 | 1993. augusztus 21.  |
| Csibiuszának az iskolai ünnepségre curryt kellene főznie, de nem tud senkit se megkérni rá. Uszagi és Mamoru ketten együtt próbálnak segíteni neki, ám a Nővérek épp a szupermarketet nézik ki támadásuk új helyszínéül. | |                      |
| 67 | "Umi yo Shima yo Bakansu yo! Senshi no kyūsoku" (海よ島よバカンスよ!戦士の休息) A tenger! Egy sziget! Vakáció! A harcosok pihennek Izgalmas vakáció                            | 1993. augusztus 28.  |
| A holdharcosok egy szigeten pihenik ki a fáradalmakat. Csibiusza is velük tart, majd eltűnik. Barátságot köt egy bébi dinoszaurusszal, majd a sziget egyik vulkánja váratlanul kitör. Ez a rész nem kötődik semmilyen sztoriszállal sem az évad többi részéhez, egy önálló történet. | |                      |
| 68 | "Chibiusa wo mamore! Jū senshi no daigekisen" (ちびうさを守れ!10戦士の大激戦) Védjük meg Csibiuszát! A tíz harcos összecsapása Kamilla veszélyben                              | 1993. szeptember 11. |
| Csibiusza nagyon magányosnak érzi magát a szülei nélkül, és vissza szeretne menni a jövőbe, ahonnét jött. Az Öregember azonban tudja, hogy mikor és hol akar visszatérni, ezért a négy nővért arra utasítja, hogy menjenek oda és kapják őt el. Védelmére kelnek azonban a holdharcosok, és egy nagyszerű csatazenére ("Ai No Senshi") összecsapnak, majd megérkezik Rubin, a nővérek vezetője is. A rész végén fény derül arra is, hogy ki is Csibiusza édesanyja. | |                      |
| 69 | "Mezame yo nemureru bishōjo! Mamoru no kunō" (目覚めよ眠れる美少女!衛の苦悩) Ébredj, Csipkerózsika! Mamoru félelmei Micsoda rémálom!                                           | 1993. szeptember 25. |
| Mamoru próbálja elkerülni Uszagit, több-kevesebb sikerrel. Eközben a Fekete Hold harcosai ismét Csibiuszára támadnak, s a holdharcosoknak akcióba kell lépniük. Sailor Moon azonban egy támadás hatására mély álomba merül, amiből csak Mamoru csókja ébresztheti fel. | |                      |
| 70 | "Ai no honō no taiketsu! Māzu tai Kōan" (愛の炎の対決!マーズVSコーアン) A szerelem lángjainak harca. Mars vs. Koan Carole szerelmi bánata                                      | 1993. október 2.     |
| Koan a szentélynél tör rá Csibiuszára, hogy elnyerje Rubin szerelmét. Ő azonban csak eszközként tekint a lányra. Rei és Sailor Moon segítségével végül az Ezüstkristállyal megszabadítják őt a gonoszságtól. | |                      |
| 71 | "Yūjō no tame! Ami to Beruche gekitotsu" (友情のため!亜美とベルチェ激突) A barátságért! Ami és Berthier összecsap Molly kontra Berenice                                        | 1993. október 16.    |
| Berthier kihívja egy sakkjátszmára Sailor Mercury-t, ahol a szabályok némiképp megváltoztak. Amikor azonban rájön, hogy kudarca esetén rá is a vég vár, hallgat Koan tanácsára, és ő is megtisztul az Ezüstkristály által. | |                      |
| 72 | "Hijō no Rubeasu! Kanashimi no yon shimai" (非情のルベウス!悲しみの四姉妹) Kőszívű Rubin! A négy szerencsétlen nővér A négy nővér                                              | 1993. október 30.    |
| Rubin egyszer és mindenkorra végezni akar a holdharcosokkal, ezért a megmaradt két nővérre bíz egy hatalmas erejű fegyvert. Sailor Moon azonban bebizonyítja nekik, hogy csak eszközök Rubin kezében, s ezért ők ketten is hajlandóak megtisztulni. Csibiusza felfedezi, hogy Uszagi nem más, mint Sailor Moon, és hogy tényleg nála van az Ezüstkristály. | |                      |
| 73 | "Yūfō shutsugen! Sarawareta Sērā Senshi-tachi" (UFO出現!さらわれたセーラー戦士たち) Megjelenik egy UFO! A négy holdharcost elrabolják! Rubin bosszúja                          | 1993. november 6.    |
| Csibiusza ellopja az Ezüstkristályt és megkísérel visszatérni a jövőbe, de az ellenségek rajtakapják. Smaragd, a Fekete Hold egyik vezetője visszatér a múltba és figyelmezteti Rubint: következő kudarcának végzetes következményei lehetnek. Ezért Rubin elrabolja a négy harcoslányt, és cserébe Csibiuszát és az Ezüstkristályt követeli Sailor Moon-tól. | |                      |
| 74 | "Rubeasu wo taose! Uchūkūkan no kessen" (ルベウスを倒せ!宇宙空間の決戦) Rubint legyőzik! A végső ütközet az űrben Kockázatos kaland                                            | 1993. november 13.   |
| Rubin foglyul ejti Csibiuszát és az összes holdharcost az űrhajóján. Kétségbeesett küzdelem kezdődik köztük, amiből a lányok kerülnek ki győztesen, Smaragd pedig hagyja Rubint meghalni a felrobbanó űrhajón. | |                      |
| 75 | "Nazo no shin Senshi Sailor Pluto tōjō" (謎の新戦士セーラープルート登場) Egy rejtélyes új harcos, Sailor Pluto megjelenik Plútó tündér                                         | 1993. november 20.   |
| Csibiusza súlyos beteg lesz. Ekkor megmutatkozik a harcosok előtt Sailor Pluto, az idő őre, aki elmondja nekik, hogy a kislányt csak úgy menthetik meg, ha bejutnak a tudatába, és végeznek az őt sakkban tartó gonosszal. | |                      |
| 76 | "Ankoku no maryoku! Esmerōdo no shinryaku" (暗黒の魔力!エスメロードの侵略) A sötétség varázsereje. Smaragd inváziója Amród                                                     | 1993. december 4.    |
| Smaragd visszautazik a múltba, hogy a Rubin által félbehagyott munkát folytassa. Ezzel már nemcsak Gyémánt herceg megelégedését váltja ki, hanem a titokzatos Öregemberét is. Taktikája, hogy a múltbeli fontos pontok elfoglalásával megnyissa az árnyak kapuját oly módon, hogy gonoszságot szít az emberek körében. Első célpontja egy cukrászda lesz. | |                      |
| 77 | "Omoi wa onaji! Usagi to Mamoru no ai futatabi" (想いは同じ!うさぎと衛の愛再び) Mindketten ugyanazt érezzük! Uszagi és Mamoru újra összejönnek Újra együtt                     | 1993. december 11.   |
| Uszagi szeretné, ha ő és Mamoru újra összejönnének, ezért a lányok tanácsára részt vesz egy különleges karkötőkészítő-tanfolyamon, mert az ékességnek állítólag hatása van a szerelemre is. Valójában azonban nem más, mint az ellenség egyik eszköze. Mamoru, hogy megmentse a lányt, kénytelen szembefordulni a rémálmainak figyelmeztetésével, s végül, dacolva a veszéllyel, újra összejönnek. | |                      |
| 78 | "Vīnasu Minako no nāsu daisōdō" (ヴィーナス美奈子のナース大騒動) Venus Minako ápolónői kalandjai Az önkéntes ápolónő                                                           | 1993. december 18.   |
| Smaragd vírust bocsát az emberekre, amelyet a holdharcosok is elkapnak, Minako kivételével. Ő pedig úgy gondolja, hogy segít a többieken, noha tetteivel több kárt okoz, mint amit használ. Miután káoszt okoz Uszagiéknál, elmegy Csibiuszával gyógyszerért - épp abba a kórházba, ahol Smaragd is tartózkodik. | |                      |
| 79 | "Arutemisu no bōken! Ma no dōbutsu ōkoku" (アルテミスの冒険!魔の動物王国) Artemisz kalandja. A gonosz állatkirályság Artemisz nyomoz                                           | 1993. december 25.   |
| Artemisz megunja Luna és a többiek cikizését, ezért úgy dönt, egyedül fog végrehajtani egy hőstettet, hogy a többiek felnézzenek rá. Egy állatmenhelyen köt ki, amit Smaragd próbál meg az irányítása alá vonni. Kérdéses azonban, hogy egyedül mire jut a megvadult állatokkal szemben. | |                      |
| 80 | "Kyōfu no gen'ei! Hitoribocchi no Ami" (恐怖の幻影!ひとりぼっちの亜美) Szörnyű illúzió! Ami egyedül marad Molly harca                                                          | 1994. január 8.      |
| Smaragd legújabb tervének köszönhetően átok borul a lányok iskolájára, és a diákok furcsán kezdenek el viselkedni. Gonoszul bánnak Amival, mert úgy hiszik, csalt a tesztek során, és csak azért annyira okos. Ami eleinte nem is törődik velük, de később félelmei egyre erősödnek, amit az ellenség kihasznál, és megpróbálja őt elszakítani a harcostársaitól. | |                      |
| 81 | "Ankoku gēto kansei? Nerawareta shōgakkō" (暗黒ゲート完成?狙われた小学校) Kész az Árnyak Kapuja? Egy általános iskola veszélyben Kamilla hatalma                               | 1994. január 22.     |
| Smaragd megtámadja Csibiusza iskoláját, amellyel végre készen áll arra, hogy megnyissa az árnyak kapuját, és a kislánynak végig kell néznie, ahogy a barátai ellene fordulnak. A holdharcosok megmentik őt, de ezen esemény hatására úgy dönt, visszatér a jövőbe, hogy szembenézzen problémáival. | |                      |
| 82 | "Mirai he no tabidachi! Jikū kairō no tatakai" (未来への旅立ち!時空回廊の戦い) Utazás a jövőbe. Harc a tér és idő határán Utazás a jövőbe                                      | 1994. január 22.     |
| Sailor Moon, Csibiusza, és a többiek ismét találkoznak Sailor Plutóval, aki átengedi őket az időkapun. Smaragd azonban csapdát állít nekik, és szörnye segítségével meg akarja szerezni Csibiuszát és az Ezüstkristályt. | |                      |
| 83 | "Shōgeki no mirai! Demando no kuroki yabō" (衝撃の未来!デマンドの黒き野望) A sokkoló jövő. Gyémánt herceg sötét tervei A Fekete Hold                                           | 1994. január 29.     |
| A jövőbeli kristályváros teljesen kihalt és leromlott. Endymion király hologramja megjelenik előttük, és elmeséli pusztulásuk és a Fekete Hold történetét. Arra is fény derül, hogy Csibiusza valójában Sailor Moon és az Álarcos Férfi gyermeke. Gyémánt herceg lenyűgözően hasonlatosnak találja Sailor Moon-t az általa imádott Serenity királynőhöz, ezért elrabolja őt. Smaragd azonban, féltékenységében, segít az Álarcos Férfinak, hogy könnyűszerrel kiszabadíthassa Sailor Moon-t. | |                      |
| 84 | "Waizuman no mashu! Chibiusa shōmetsu" (ワイズマンの魔手!ちびうさ消滅) Az Öregember gonosz keze. Csibiusza eltűnik A kis hölgy titka                                           | 1994. február 5.     |
| Az Öregember megjelenik a magára maradt Csibiusza előtt. Felfedi előtte, hogy tud a kis titkáról: hogy miatta tűnt el az Ezüstkristály. Elhiteti a kislánnyal, hogy a többiek emiatt gyűlölni fogják őt, és hogy az ő segítségével meggyőzheti őket, hogy neki van igaza. Majd elrabolja Csibiuszát. Smaragd szeretne lenni Gyémánt herceg mellett a királynő. Az Öregember becsapja, és hamis koronát ad neki, amivel nem növeli meg az erejét, hanem egy hatalmas sárkánnyá változtatja, ami rátámad a holdharcosokra. Miután végeztek vele, csak akkor jönnek rá valódi kilétére.                               | |                      |
| 85 | "Ankoku no joō Burakku Redi no tanjō" (暗黒の女王ブラックレディの誕生) Megszületik Black Lady, a Sötétség Királynője A Fekete Hölgy                                            | 1994. február 12.    |
| Az Öregember agymosást hajt végre Csibiuszán, elhitetve vele, hogy senki sem szereti. Majd gonosz varázslata segítségével felnőtté teszi, és mint Black Ladyt, a saját szolgálójává teszi. Visszaküldi a múltba, hogy a sötét energiával teli fekete kristály segítségével már a múltban elfoglalhassa a várost. Sailor Moon megpróbálja visszatéríteni Black Ladyt, de a varázslat túl erős. | |                      |
| 86 | "Safīru zetsumei! Waizuman no wana" (サフィール絶命!ワイズマンの罠) Zafír halála. Az Öregember csapdája Zafír utolsó percei                                                    | 1994. február 19.    |
| Zafír rájön, hogy az Öregember csak bábként használja őket saját céljai érdekében. Szembenéz vele, ezért kénytelen visszamenekülni a múltba, ahol a megtérített Ajakasi nővérek viselik gondját. Az Öregember azonban utánamegy Black Ladyvel egyetemben, és megöli őt, mielőtt elmondhatná Gyémánt hercegnek az igazságot. Az egyik nővért, Petz-et különösen tragikusan érinti Zafír sorsa. | |                      |
| 87 | "Ai to mirai wo shinjite! Usagi no kesshin" (愛と未来を信じて!うさぎの決心) Higgy a szerelemben és a jövőben! Uszagi elszántsága Az Öregember bosszúja                         | 1994. február 26.    |
| A holdharcosok belépnek a fekete kristályba, hogy elpusztítsák. Gyémánt herceg újra elrabolja Sailor Moon-t, és erőszakkal akarja rábírni arra, hogy szeresse őt. Mikor azonban nyilvánvalóvá válik előtte, hogy az Öregember csak bábként kezeli őt, feláldozza magát, hogy megmentse a múltat és a jövőt. Az Öregember ezután Sailor Moon-ra támad, akit az Álarcos Férfi ment meg tőle. Majd elvezeti a lányokat az árnyak kapujához, amely újra meg akar nyílni. | |                      |
| 88 | "Hikari to yami no saishū kessen! Mirai he chikau ai" (光と闇の最終決戦!未来へ誓う愛) A végső küzdelem fény és sötétség között. A szerelem beragyogja a jövőt A végső küzdelem | 1994. március 5.     |
| Mielőtt megsemmisíthetnék a fekete kristályt, megjelenik Black Lady, és megállítja őket. Sailor Moon és az Álarcos Férfi közös erejük felhasználásával azonban végre elég erősek ahhoz, hogy megtörjék a varázslatot, s így visszaváltozik Csibiuszává. Az Öregember azonban már egyedül is elég erős, és megkezdi az árnyak rászabadítását a Földre. Csibiusza elsírja magát, mert önmagát vádolja az egészért, s a könnyei hirtelen átváltoznak a jövő elveszettnek hitt Ezüstkristályává. A két kristály együttes ereje elpusztítja az Öregembert. A jövő megmenekült, Csibiusza pedig hazamegy a saját korába. | |                      |
| 89 | "Usagi-tachi no ketsui! Atarashiki tatakai no jokyoku!" (うさぎ達の決意新しき戦いの序曲) Uszagi és a lányok összegzése. Felkészülés egy új csatára Epilógus                    | 1994. március 12.    |
| Ez az epizód egy összekötő a régi és az új sorozat közt. A régi képsorok mellett felbukkannak újak is, melyekből kiviláglik az új ellenség kiléte és új, rejtélyes harcosok felbukkanása is. Az epizód során a harcosok vetélkednek egymással azon, hogy ki lehet a következő évad legfontosabb szereplője. | |                      |

## Szinkronhangok
| Főszereplő                | Japán hang         | Magyar hang                                                      |
| ------------------------- | ------------------ | ---------------------------------------------------------------- |
| Sailor Moon/Cukino Uszagi | Micuisi Kotono     | Csondor Kata                                                     |
| Tuxedo Mask/Csiba Mamoru  | Furuja Tóru        | Debreczeny Csaba Holl Nándor                                     |
| Sailor Mercury            | Hikaszava Aja      | Mics Ildikó                                                      |
| Sailor Mars               | Tomizava Micsie    | Dögei Éva                                                        |
| Sailor Jupiter            | Sinohara Emi       | Kiss Eszter Kökényessy Ági                                       |
| Sailor Venus              | Fukami Rika        | Kiss Virág                                                       |
| Oszaka Naru               | Kakinuma Sino      | Zsigmond Tamara                                                  |
| Gurió Umino               | Nanba Keiicsi      | Bartucz Attila                                                   |
| Szakura Harunada tanárnő  | Kavasima Csijoko   | Riha Zsófi                                                       |
| Motoki                    | Szató Hirojuki     | Seszták Szabolcs                                                 |
| Rei nagyapja              | Nisimura Tomomicsi | Pataki Imre                                                      |
| Juicsiró                  | Simada Bin         | Minárovits Péter                                                 |
| Luna                      | Han Keiko          | Somlai Edina                                                     |
| Artemis                   | Takato Jaszuhiro   | Németh Zsuzsa                                                    |
| Cukino Ikuko              | Takagi Szanae      | Csizmadia Gabi                                                   |
| Cukino Kendzsi            | Macsi Júdzsi       | Imre István                                                      |
| Cukino Singó              | Kavasima Csijoko   | Halasi Dániel                                                    |
| Eiru                      | Midorikava Hikaru  | Seszták Szabolcs Szokol Péter                                    |
| An                        | Tóma Jumi          | Simonyi Piroska                                                  |
| Makaidzsu fa              | Makanisi Taeko     | Garai Róbert                                                     |
| Csibiusza                 | Araki Kae          | Molnár Ilona Papp Ági                                            |
| Sailor Pluto/Puu          | Kavasima Csijoko   | Hirling Judit Bíró Anikó Kökényessy Ági                          |
| Rubin                     | Takagi Vataru      | Szokol Péter                                                     |
| Petz                      | Ogata Megumi       | Koffler Gizi                                                     |
| Calaveras                 | Hiramacu Akiko     | Simonyi Piroska                                                  |
| Berthier                  | Amano Juri         | Ősi Ildikó                                                       |
| Koan                      | Jamazaki Vatana    | Hirling Judit                                                    |
| Wiseman                   | Marujama Eidzsi    | Garai Róbert                                                     |
| Gyémánt herceg            | Siozava Kaneto     | Szokol Péter Seszták Szabolcs                                    |
| Zafír                     | Kasivakura Cutomu  | Lukácsi József Holl Nándor Seszták Szabolcs (84. rész)           |
| Smaragd                   | Kojama Mami        | Koffler Gizi Ősi Ildikó Hirling Judit Simonyi Piroska (73. rész) |
| Black Lady                | Araki Kae          | Simonyi Piroska                                                  |

## Eltérések a mangához képest
- Az anime rögtön egy 13 részes bevezető al-évaddal nyit, melyre azért volt szükség, hogy kitöltsék a manga megrajzolásához szükséges időt. Így Eiru és An csak az animében szerepelnek, ahogy a Holdfénylovag is, és az emlékeik visszaszerzése is anime-exkluzív.
- Pontosan az időhúzás miatt az új holdjogart a kitöltő epizódokban kapja meg Sailor Moon, méghozzá Serenity királynőtől. A mangában az ő és Mamoru szerelmének erejéből képződik a fegyver.
- Az Ajakasi Nővérek az animében megjavulnak, és normális földi lányok lesznek, míg a mangában a harcosok végeznek velük.
- Csibiusza életkora a mangában közel 900 év, az animében viszont nagyjából a kinézetének megfelelően átlagos, ekkoriban 5-6 éves. A rajzfilmváltozatban ráadásul nem nyilvánvaló, hogy nála van a jövőbeli Ezüstkristály, mert az ott eltűnik, és csak a legvégén kerül elő a könnyeiből - a mangában azonban mindig magánál hordja, bár használni nem képes.
- Az animében Csibiuszának rejtett belső ereje van, ami olyankor nyilvánul meg, ha veszélyben érzi magát. Ez az erő képes leblokkolni az ellenségeket is.
- A mangában Diana cica már itt bemutatkozik, az animében erre még várni kell a negyedik évadig.
- Zafír karaktere az animében sokkal jóságosabb, józanul és megfontoltan gondolkodik. A mangában viszont haragszik Sailor Moon-ra, mert Gyémánt herceg szerelmes a jövőbeli énjébe, és attól fél, hogy ez meghiúsítja terveit.
- Black Lady a mangában elrabolja az Álarcos Férfit, és agymosásnak veti alá, hogy csak őt szeresse, és segítsen neki megszerezni a másik Ezüstkristályt.
- Sailor Pluto a mangában sokkal kidolgozottabb karakter, és hogy megakadályozza a világ pusztulását, megállítja az időt, ezzel a saját halálát okozva.
- Hogy hogyan változik vissza Black Lady Csibiuszává, az is eltérő a két változatban. Az animében Sailor Moon lesz az, aki visszatéríti őt, és itt nem alakul át Sailor Chibi Moon-ná - egyelőre.